# 기자촌
기자촌은 서울특별시 은평구 진관동에 있던 1969년부터 1974년까지 기자 전용으로 조성된 주택단지를 부르던 이름이다. 현재는 지명으로 그 이름이 남아 있다.

## 배경
1970년대, 박정희 대통령은 서울특별시 은평구 진관동에 기자 전용 주택들을 만들고, 그곳으로 기자들을 이주시켰다.

## 역사
- 1969년~1974년: 기자 전용으로 주택단지 조성[1]
- 2009년~2011년: 은평뉴타운 사업에 따라 철거